# Бифало
Бифало (англ. beefalo), также — каттало (cattalo) или канадский гибрид — фертильный гибрид домашнего быка (для получения гибрида обычно выбирают самца) и американского бизона (обычно выбирают самку). Бифало имеет признаки быка и бизона. Животных разводят на мясо.

## История
Случайные скрещивания двух видов происходили и до целенаправленного разведения в середине XIX века: в 1749 году такие гибриды были известны в южных английских колониях Северной Америки.
Первые преднамеренные попытки скрестить бизонов с домашним быком были предприняты в 1880 году полковником Сэмюэлем Бедсоном, начальником тюрьмы Стоуни-Маунтин (Виннипег). Бедсон купил восемь бизонов в племенном стаде Джеймса Маккея и скрестил их голштинской породой коров. Данные гибриды были описаны натуралистом Эрнестом Сетон-Томпсоном:
После того как в 1886 году во время снежной бури в Канзасе погибли тысячи голов крупного рогатого скота, Чарльз «Баффало» Джонс, сооснователь Гарден-Сити, начал работу над скрещиванием бизонов на ранчо возле будущего Национального парка Гранд-Каньон для получения морозоустойчивых пород. Гибриды, полученные в результате скрещивания, были названы им «cattalo»
В Канаде первые попытки скрещивания были предприняты Моссомом Бойдом из Онтарио, который опубликовав некоторые результаты в Journal of Heredity После его смерти в 1914 году канадское правительство продолжало не слишком успешные эксперименты вплоть до 1964 года: так, в 1936 году было успешно скрещено всего 30 особей.

## Регистрация
В 1983 году произошло объединение ряда организаций, регистрирующих бифало, в American Beefalo World Registry. В ноябре 2008 года эта организация объединилась с American Beefalo International в American Beefalo Association, Inc, которая регистрирует животных в данный момент.

## Роль в сохранении бизонов
Большинство современных стад бизонов подверглись «генетическому загрязнению» из-за скрещивания с домашним быком. Осталось всего четыре генетически не смешанных стада американских бизонов, лишь два из них свободны от бруцеллёза: стадо бизонов пещеры Уинд в Южной Дакоте, стадо бизонов горы Генри в штате Юта. Стадо на острове Каталина в Калифорнии не является генетически чистым или самодостаточным.
Доктор Дирк Ван Вурен, ранее работавший в Канзаском университете, отмечает: „Сегодняшние бизоны, имеющие ДНК крупного рогатого скота, выглядят точно так же, как бизоны, ведут себя точно так же, как бизоны, и фактически являются бизонами“. Однако природоохранные группы интересует, что они не вполне чисты в генетическом отношении».

## Каттало
Согласно законодательству США, «каттало» (англ. cattalo) определяется как «гибрид коровы и бизона, который больше напоминает бизона». В Канаде «каттало» могут называть различные гибриды независимо от внешнего вида.
В некоторых штатах США каттало охраняются, однако в большинстве штатов гибриды, выращиваемые исключительно для целей животноводства и используемые аналогично крупному рогатому скоту, считаются домашними животными.